# Філліп Шарп
Філліп Аллен Шарп (англ. Phillip Allen Sharp; нар. 6 червня 1944, Фалмут, Кентуккі) — американський генетик та молекулярний біолог. У 1993 році разом з Річардом Робертсом він здобув Нобелівську премію з фізіології або медицини «за відкриття, незалежно один від одного, переривчастої структури гену».

## Біографія
Філліп Шарп народився 6 червня 1944 року в місті Фалмут (Кентуккі). Виконав докторську дисертацію в Іллінойському університеті в 1969 році. Працював до 1971 року в Каліфорнійському технологічному інститут, а потім у Лабораторії у Колд Спрінг Гарбор під керівництвом Джеймса Вотсона. З 1974 року працює у Массачусетському технологічному інституті.